# 2006 QH181
2006 QH181 es un cuerpo celeste que se encuentra en el disco disperso, una región del sistema solar. Tiene una magnitud absoluta de 4.3 y tiene un diámetro estimado de alrededor de 607 km (kilómetros). Es muy probable que sea un planeta enano y sea parte del disco disperso, una región del sistema solar. Podría ser un objeto separado de un perihelio de 37.6 UA (unidades astronómicas), podría colocarlo fuera de la influencia directa del planeta Neptuno, o podría tener una resonancia 3:10 con Neptuno. Actualmente, tiene una órbita muy pobremente determinada (U = 6) para averiguar si hay una resonancia con Neptuno.

## Descubierta
2006 QH181 fue descubierto el 21 de agosto de 2006.

## Órbita
La órbita de 2006 QH181 tiene una excentricidad de 0.431 y tiene un medio eje mayor de 66.885 UA (unidades astronómicas). Su perihelio lo lleva a una distancia de 38.051 UA del Sol y su afelio a 95.720 UA.

## Distancia
Llegó al perihelio alrededor de 1858. Actualmente está a 82.9 UA del Sol. Los únicos planetas enanos y probables planetas enanos actualmente más alejados del Sol son Eris (96.4 UA), 2007 OR10 (87.0 UA), Sedna (86.3 UA) y 2012 VP113 (83.1 UA). Debido a que está muy lejos del Sol, solo tiene una magnitud aparente de 23,6.